# Miktoniscus bisetosus
Miktoniscus bisetosus är en kräftdjursart som beskrevs av Albert Vandel 1945. Miktoniscus bisetosus ingår i släktet Miktoniscus och familjen Trichoniscidae. Inga underarter finns listade i Catalogue of Life.